# One Day You'll Dance For Me New York City
One Day You'll Dance For Me New York City er et album fra 2004 af den norske singer/songwriter Thomas Dybdahl. Albummet indeholder udover titelnummeret også If We Want It It's Right og A Lovestory og er som tredje del af Thomas Dybdahls October Trilogy.

## Spor
1. "One Day You'll Dance for Me, New York City"
2. "If We Want It, It's Right"
3. "A Lovestory"
4. "Solitude"
5. "It's Always Been You"
6. "Don't Lose Yourself"
7. "Babe"
8. "Henry"
9. "Piece"